# Tab Issa Gharbi wa Sharki
Tab Issa Gharbi wa Sharki (tiếng Ả Rập: تب عيسى شرقية وغربية) là một ngôi làng Syria nằm ở Idlib Nahiyah ở huyện Idlib, Idlib. Theo Cục Thống kê Trung ương Syria (CBS), Tab Issa Gharbi wa Sharki có dân số là 810 trong cuộc điều tra dân số năm 2004.